# Pantsu Pankurō
Pantsu Pankurō (パンツぱんくろう?) è una serie televisiva giapponese di corti animati ideata da Tadashi Akiyama e andata in onda in Giappone sulla rete televisiva NHK all'interno del programma Okāsantoissho dall'aprile 2004 al marzo 2008. I contenuti della serie sono pensati per un pubblico di bambini dai zero ai tre anni e la maggior parte degli episodi tratta argomenti riguardanti l'educazione igienica infantile e i problemi legati alla fase di avvicinamento all'uso della toilette (toilet training).

## Personaggi
Pankurō (ぱんくろう?)
È il protagonista della serie e ha circa tre anni. Ha iniziato da poco a vestire le mutande e a usare la toilette.
Komingo (コミンゴ?)
È la sorellina di Pankurō e deve ancora imparare a utilizzare la toilette.
Toire-sama (トイレさま?)
È la toilette di casa Pankurō. Quest'ultimo gli si rivolge in tono molto formale e rispettoso. Toire significa "toilette".
Kamiko (かみこ?)
È il rotolo di carta igienica di casa Pankurō. Kami significa "carta".
Sentako Hacchan (せんたこはっちゃん?)
È la lavatrice-octopus di casa Pankurō. Sentako è una crasi tra sentaku che significa "bucato" e tako che significa "octopus", mentre Hacchan è una crasi tra hachi che significa "otto" e il suffisso onorifico -chan.
Koin-chan (コインちゃん?)
È una bambina della stessa età di Pankurō; le piace danzare.
Koricchi (コリッチ?)
È un bambino della stessa età di Pankurō, con il quale entra spesso in competizione. Parla in dialetto Kansai.
Watoire-sama (わといれさま?)
È la toilette alla turca di casa Koricchi.
Makihime (まきひめ?)
È il rotolo di carta igienica di casa Koricchi. Maki significa "arrotolare" e hime significa "principessa".
Sotoire-sama (そトイレさま?)
È un trio di toilette pubbliche che gioca con Pankurō e suoi amici quando questi sono fuori casa; parlano in giapponese e in francese. Il loro nome deriva dalle parole soto che significa "fuori" e toire che significa "toilette".